# 马邑墓群
马邑墓群，位于山西省朔州市朔城区城关至神头电厂附近，是中华人民共和国山西省文物保护单位之一。
1986年8月18日，授予山西省文物保护单位，是一座古墓葬。